# Chandrayaan-1
Chandrayaan-1 (Sanskrit: चंद्रयान-1) var en indisk rymdsond, som gick i omloppsbana runt månen i 312 dagar (planerad tid: 2 år). Sonden byggdes av den indiska rymdstyrelsen, och sköts upp den 22 oktober 2008 med en PSLV-XL-raket.
Sonden gick in i omloppsbana runt Månen den 8 november 2008 och skickade data fram till 29 augusti 2009.
Sverige bidrog till projektet med SARA-instrumentet (Sub-keV Atom Reflecting Analyzer) från Institutet för rymdfysik.

## Instrument
- Terrain Mapping Camera (TMC, Indien)
- Hyper Spectral Imager (HySI, Indien)
- Lunar Laser Ranging Instrument (HEX, Indien/ESA)
- Chandrayaan-1 Imaging X-Ray Spectrometer (CIXS, ESA/Storbritannien)
- Sub keV Atom Reflecting Analyser (SARA, ESA/Sverige)[2]
- Near-Infrared Spectrometer (SIR-2, ESA/Tyskland)
- Moon Mineralogy Mapper (MR, NASA)
- Radiation Dose Monitor (RADOM, Bulgarien)
- Mini-SAR (NASA)

### Fotnoter
1. ↑  ”NASA Space Science Data Coordinated Archive” (på engelska). NASA. https://nssdc.gsfc.nasa.gov/nmc/spacecraft/display.action?id=2008-052A. Läst 1 april 2020.
2. 1 2  Svenskt instrument i bana runt månen. Pressmeddelande från ESA 2007-11-21, länkat samma dag.